# Бластер

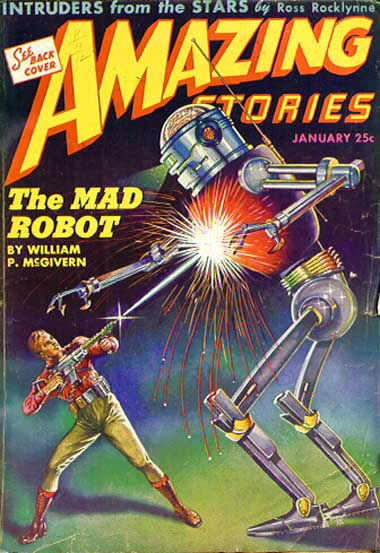
Чоловік стріляє з бластера на обкладинці журналу «Amazing stories», 1944 р.

Бла́стер (англ. blaster, букв. «підривник») — поширена назва вигаданої зброї спрямованої енергії в науковій фантастиці. Бластером традиційно називаються багато видів індивідуальної фантастичної зброї, що завдає шкоди дією певного променя чи вузького пучка хвиль.

## Альтернативні назви
Аналогічна зброя може називатися в різних фантастичних творах інакше. Поширені назви: променева рушниця, фазер, дезінтегратор, промінь смерті, лазерний пістолет, анігіляторний промінь, деатомізатор, розщеплювальний промінь.

## Історія
Один з найраніших прикладів фантастичної променевої зброї наведено в романі Герберта Велза «Війна світів» (1898) під назвою «тепловий промінь». Там такою зброєю користувалися марсіани під час нападу на Землю, і вона була здатна миттєво спопеляти людей. Джордж Четвінд Гріффіт-Джонс у романі «Володарі світу» (1903) згадував «невидимий, але всеруйнівний» промінь, який випускався спеціальною наземною станцією. Гріффіт-Джонс в наступних творах називав подібну зброю «дезінтегратором» або «променем смерті».
Перша поява бластера («променя смерті») в кіно відбулася в американському детективному фільмі «Подвиги Елані» (1914). В його новелізації наводилося пояснення, що зброя випускає інфрачервоні промені, названі «F-променями» — за аналогією до «N-променів», нібито відкритих фізиком Рене Блондло в 1903 році. В фільмі «Інтрига» (1916) подібна зброя випускала рентгенівські промені. В російському фільмі «Промінь смерті» (1925) вона, на відміну від американських кінострічок, застосовувалася не лиходіями, а героями для здійснення революції. В романі Олексія Толстого «Гіперболоїд інженера Гаріна» (1927) руйнівний промінь створювався концентрованими світловими променями. Променева зброя доволі широко описувалася в літературі 1910-20-х років. У «Скайларці з космосу» (1928) Едварда Елмера Сміта, творі-предечі жанру космічної опери, наведено одразу декілька видів бластерів: інфразвукові, інфрачервоні, ультрафіолетові та «індукційні». В його ж книзі «Блідий гігант» (1927) зброя, що руйнує променем зв'язки між молекулами, вперше описана як зброя масового ураження. Перше найменування променевої зброї «дезінтегратором» відбулося в «Завоюванні Едісоном Марса» (1898) Гарретта Патнема Сервісса, а «бластером» в оповіданні Ніктзіна Дьялхіса «Коли зелена зірка згасла» (1925).
У 1923 році американський винахідник Гаррі Ґрінделл Метьюз заявив про відкриття променів, які нібито можуть зупиняти на відстані мотори та підривати порох. Загалом у 1920-і щонайменше 25 винахідників повідомляли про створення «променів смерті». Такі новини здавалися громадськості цілком вірогідними і в американському журналі «Популярна наука» в грудні 1927 року писалося: «Не так багато науковців і солдатів сміються з „променів смерті“, як можна подумати». Роберт-Ватсон Ватт також цікавився цією темою і його розробки лягли в основу радара. В журналі «Популярна механіка» в травні 1927 року фізик Р. В. Вуд серйозно пропонував використовувати інфразвук як зброю.
Різноманітні променеві гармати стали поширеним штампом фантастики в «Золоту добу наукової фантастики». Так, мало яка обкладинка журналу «Приголомшливе» обходилася без зображення героїв із бластером. Термін «променева гармата» став штампом почасти завдяки коміксам, а пізніше фільмам і телесеріалам про Бака Роджерса та Флеша Гордона.
Незабаром після винаходу лазерів у 1960 році зброя, що використовує промені, стала міцно асоціюватися з фантастикою про космос. Наприклад, персонажі серіалу «Загублені в космосі» (1965—1968) та пілотного епізоду «Зоряного шляху» «Клітка» (1964) користувалися ручною лазерною зброєю. В 1960-70-і творці фантастичних творів намагалися знайти оригінальні рішення в зображенні променевої зброї. Так, у телесеріалі «Зоряний шлях» вона називається «фазер» і може бути нелетальною.
Експерименти з прискорювачами елементарних часток знайшли відгук у фантастиці в такій формі, що лазерна зброя стала замінятися в 1980-90-і «променями часток». Варіацією бластера став «голкостріл», зброя, що вистрілює численні розігнані мініатюрні голки, подібно до гармати Ґаусса.

## В масовій культурі

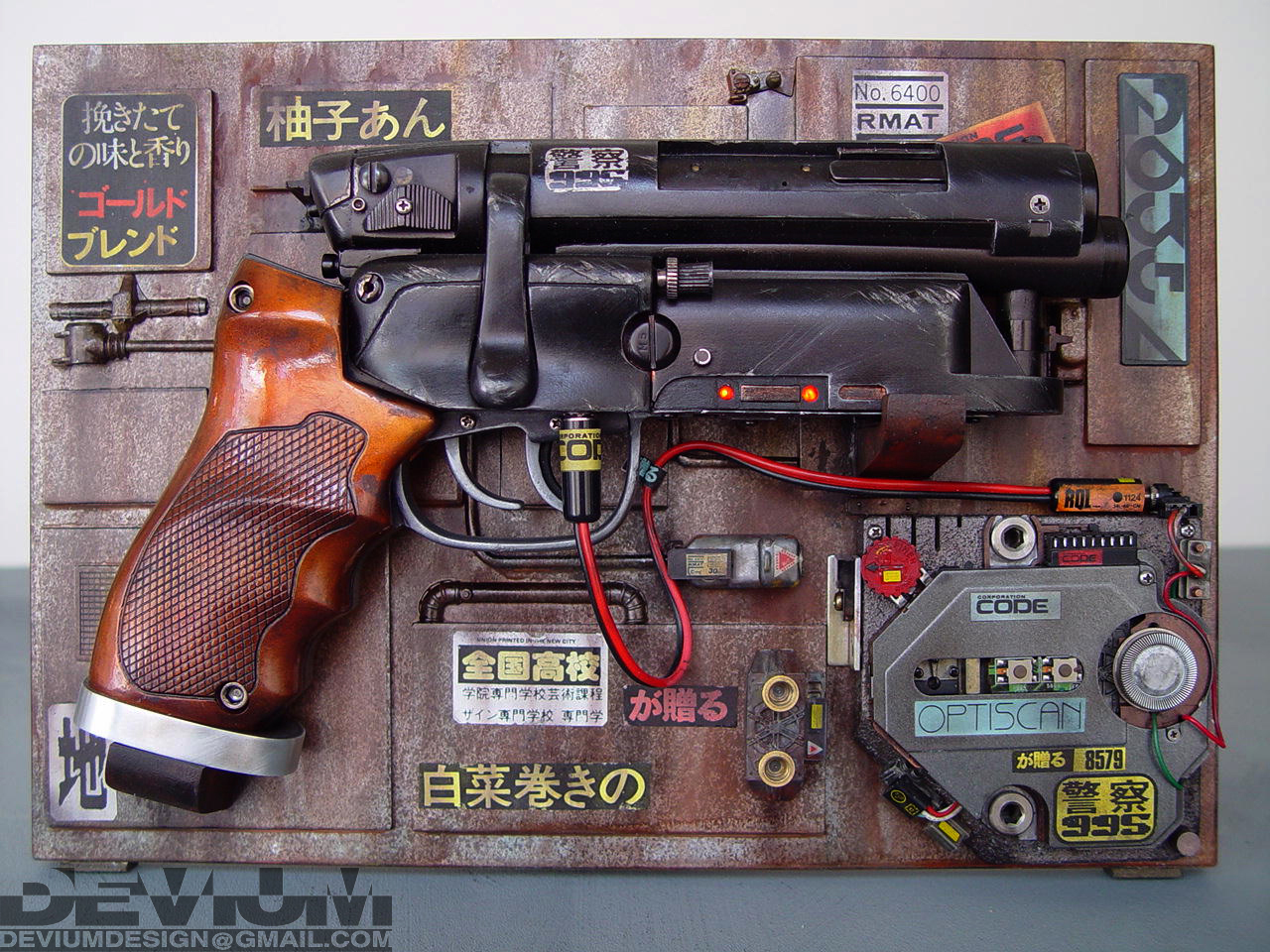
Муляж бластера

Ідея променевої зброї виникла під впливом від відкриття багатьох видів променів наприкінці XIX ст.: катодних, рентгенівських, альфа-променів, бета-променів. Перша світова війна посприяла популярності такої зброї в фантастиці. Поява нових видів озброєння — аеропланів, танків, отруйних газів, — продовжувалася письменниками-фантастами в їхніх творах як подальші винаходи, що сприятимуть ще ефективнішому та безжальнішому знищенню людини людиною. Можливо, на цих фантастів вплинув марсіанський цикл (1912—1943) Едґара Барроуза, де описано особливі джерела енергії — «восьмий» та «дев'ятий» промені спектра. Хоча сам Барроуз спершу не зображав ці промені як зброю, в «Бійцеві Марса» (1930) він згадував «дезінтеграторну рушницю».
У багатьох фантастичних творах при зображенні стрілецької зброї перевага віддається бластерам над звичайною вогнепальною зброєю. Спецефекти дозволяють зробити постріли бластерів видовищнішими, як і їхній вплив на ціль, яка під дією бластерного променя вибухає чи розпадається на частки. Нерідко бластери мають впізнавані риси вогнепальної зброї, доповнюючись незвичайними елементами, як-от дулове гальмо нетипової для пістолета чи рушниці форми, елементи електроніки: дроти, котушки, електронні лампи, вогники, лічильники.
Бластери привабливі тим, що дозволяють зобразити максимальну шкоду, уникаючи зображень крові та реалістичного насильства. Часто постріли бластера в фільмах вражають істот, не залишаючи ран, або залишають тільки невеликі опіки на шкірі чи отвори в одязі, не пошкоджуючи плоть. На відміну від реальних лазерів, бластерні постріли зазвичай вражають ціль з єдиного пострілу, а їхні промені нерідко виглядають як світлові кулі, політ яких можна побачити неозброєним оком. Фантастичні бластери мають певне компактне джерело живлення, тоді як для реальної лазерної зброї це лишається головною перешкодою в її перетворенні на зброю особистого носіння.
Іграшкові бластери — поширені дитячі іграшки, що стали масово вироблятися в 1960-70-і роки. Деякі моделі стріляють пластиковими кулями з пружною губчастою головкою, що робить постріли відчутними і водночас запобігає травмуванню. Нерідко вони створюють звук «пострілів», але які не нагадують постріли справжньої зброї.